# PSI (ソフトウェア)
PSIとは、もともとHenrry F. Schaefer III世 (ジョージア大学)らの研究グループにより開発されたオープンソースの第一原理計算パッケージである。
ハートリー-フォック法や密度汎関数法をはじめとした様々な計算理論を用いて、量子化学計算を行うことができる。
エネルギー計算だけでなく、構造最適化計算や振動数計算も実装されている。
プログラムのコアな部分はC++で記述されているが、PythonのAPIが提供されており、ユーザにより柔軟な設定や計算が可能になっている。
PSI4が最新のリリースである。 GitHub上でGPLライセンスのもと、オープンソースソフトウェアとして頒布されている。現在の主な開発は、Daniel Crawford (バージニア工科大学)、 David Sherrill (ジョージア工科大学)、 Justin Turney (ジョージア大学)、 Rollin King (Bethel大学)らによって行われている。

## 特徴
PSIで扱うことのできる主要な量子化学的手法を以下に示す。
- ハートリー-フォック(HF)法
- 密度汎関数法(DFT)
- メラー-プレセット(MP)法
- 結合クラスター(CC)法
- 多配置(MC)SCF法
- 完全活性空間(CAS)SCF法
- 対称性適応摂動理論(SAPT)（英語版）

CIS法、RPA法、運動方程式結合クラスター(EOM-CCSD)法などを用いて、励起状態計算を行うこともできる。また、露に相関した(explicitly-correlated)MP2-R12法や、CI波動関数による対角ボルン-オッペンハイマー近似補正(DBOC)の計算も利用可能である。